# Bún bò huế

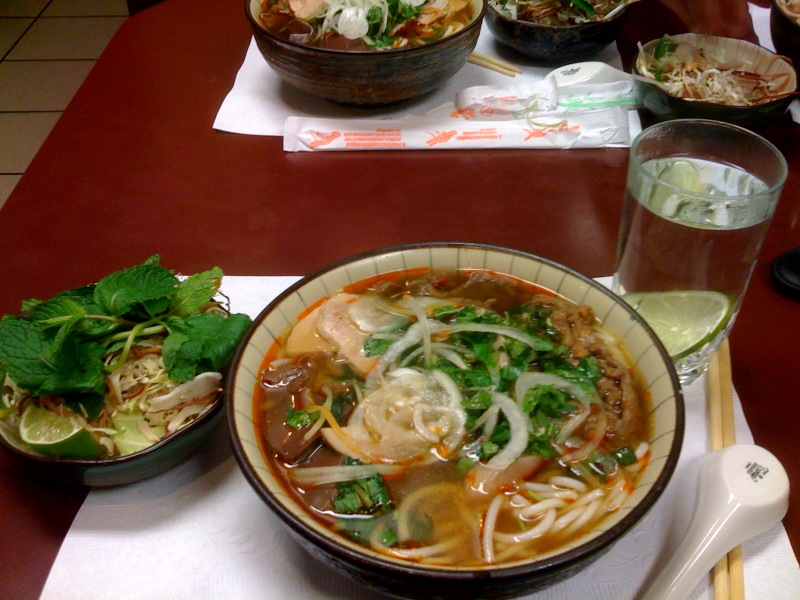
Un plato decorado de Bún bò huế.

El Bún bò huế es una sopa popular en la cocina vietnamita elaborada con fideos. El sabor predominante de esta sopa es la hierba limón. El caldo de base es muy especiado, según las cantidades prescritas por el cocinero. Se sirve caliente y generalmente acompañada de algunas verduras que aromatizan el conjunto.

## Características
El Bún bò Huế se originó en la vieja capital imperial del Vietnam Central, Huế. El fideo de arroz empleado en esta sopa es diferente (mucho más fino) al empleado en la phở. El fideo es muy similar al japonés soba tanto en tamaño como en textura. El caldo es elaborado a partir de huesos de ternera durante un largo período, añadiéndole diferentes cantidades de hierba limón y pimienta. La pasta de gambas es igualmente un ingrediente importante.
Entre los acompañamientos de Bún Bò Hue destacan las hojas de perilla, el chili picante, los brotes de soja y las hebras de plátano secas.